# Euploea eleutho
Euploea eleutho is een vlinder uit de familie Nymphalidae. De wetenschappelijke naam van de soort is voor het eerst geldig gepubliceerd in 1824 door Jean René Constant Quoy & Joseph Paul Gaimard.